# Bora Bora (1968)
Bora Bora ist ein italienisch-französischer Erotik-Spielfilm des Regisseurs Ugo Liberatore aus dem Jahr 1968. Der Regisseur verfasste auch das Drehbuch. Die Hauptrollen spielen Corrado Pani und Haydée Politoff. In der Bundesrepublik Deutschland kam der Streifen das erste Mal am 6. März 1970 in die Kinos.

## Handlung
Roberto, ein junger Italiener, landet auf einer Südseeinsel, um seine verschollene Frau zu suchen. Marita hat aber, überdrüssig der morbiden Launen und des Rauschgiftgenusses ihres Mannes, auf den „Glücklichen Inseln“ endlich einen Mann voller Kraft gefunden. Der polynesische Fischer Mani erfüllt alle ihre Wünsche als Liebhaber und sie hat kein Interesse, nach Italien zurückzufliegen. Roberto versucht sein Möglichstes, um seine Frau umzustimmen, da er in einer Art Hörigkeit von Marita nicht loskommt. Er akzeptiert das weitere Zusammenleben seiner Frau mit Mani, betätigt sich als Voyeur und gewinnt so seine schwindende Potenz zurück, die er gleich mit einer Eingeborenen ausprobiert. Marita aber erkennt dann doch, dass sie Roberto liebt, und kehrt mit ihm in die Heimat zurück.

## Kritik
„Eine mit dünnen Handlungsfäden geknüpfte Voyeurstory zwischen Pornographie und rassistischer Ideologie.“

„Spekulativer Film, dessen geistlose Aneinanderreihung von eindeutigen Sexszenen nicht über die Dünnblütigkeit der Handlung hinwegtäuschen kann. Das einzige Positive: die herrliche Landschaftskulisse der polynesischen Inselwelt.“